# ハクソー・ヒギンズ
ラリー "ハクソー" ヒギンズ（Larry "Hacksaw" Higgins、1957年 - ）は、アメリカ合衆国の元プロレスラー。ミズーリ州セントジョセフ出身。
ヒールの巨漢ラフファイターとして、中西部や南部のローカル・テリトリーを主戦場に活動。日本には1980年代中盤の新日本プロレスに度々参戦した。

## 来歴
1976年のデビュー後、地元のミズーリおよびカンザスをサーキット・エリアとするNWAセントラル・ステーツ地区を中心に、南部のテキサスやルイジアナなどをジョバーとして転戦。テキサス（フリッツ・フォン・エリック主宰のWCCW）ではケリー・フォン・エリックやバグジー・マグロー、ルイジアナ（ビル・ワット主宰のMSWA）ではテッド・デビアス、ポール・オーンドーフ、マイク・シャープ、アーニー・ラッド、ディック・マードック、ミスター・レスリング2号、ジム・ドゥガン、マグナムTA、ジェリー・ローラーなどのジョブ・ボーイを1980年代前半まで務めた。
1984年10月6日、カンザスシティにてバズ・タイラーを破りNWAセントラル・ステーツ・ヘビー級王座を獲得。10月25日にハーリー・レイスに王座を奪われ短命王者となるも、同年はセントラル・ステーツ地区において、レイスをはじめワフー・マクダニエルやテリー・ファンクなどNWAの大物レスラーと対戦、セントルイスのキール・オーディトリアムにも出場した。
1985年3月、大剛鉄之助のブッキングにより、デビッド・シュルツとの2大エース外国人として新日本プロレスに初来日。同じく大剛のブッキングで同時期に新日本へ初来日したキングコング・バンディやビリー・ジャックなどと比べネームバリューは低かったものの、来日第1戦のアントニオ猪木とのシングルマッチでは桁外れのパワー殺法で猪木を圧倒、強烈なバック・フリップでKO寸前まで追い込んだ。以降も新日本プロレスの常連外国人レスラーとなり、同年11月のIWGPタッグ・リーグ戦にはザ・バーバリアンとの大型コンビで参戦、ブルーザー・ブロディとのシングルマッチも行われた。
主戦場のセントラル・ステーツ地区では、1986年5月29日にJ・R・ホッグをパートナーにバッテン・ツインズからNWAセントラル・ステーツ・タッグ王座を奪取、マイク・ジョージ&ルーファス・ジョーンズのベテラン・チームともタイトルを争った。同年はサンアントニオの新興団体テキサス・オールスター・レスリングにも参戦して、ブロディ、ボビー・ダンカン、ビッグ・ババ、ワンマン・ギャング、若手時代のショーン・マイケルズ&ポール・ダイヤモンドのアメリカン・フォースなどと対戦。フロリダのCWFでは前年にデビューしたレックス・ルガーやバリー&ケンドール・ウインダムと抗争、12月16日にはカリーム・モハメッドと組んでファビュラス・ワンズからフロリダ版のUSタッグ王座を奪取している。
1987年はリップ・タイラーがガルフ・コースト地区で旗揚げしたWOW（ワールド・オーガニゼーション・レスリング）にて、ミスター・イトーこと上田馬之助とWOWヘビー級王座を争った。同年5月は新日本プロレスのIWGPリーグ戦にも出場したが、初来日時のような勢いは見られず、これが最後の来日となった（新日本には通算5回来日）。
その後はセミリタイア状態となり、1990年代初頭はキャリア初期と同様のジョバーとしてWCWに単発出場。1990年2月22日にはロード・ウォリアーズ、同年6月1日にはスティーブ・ウィリアムス、1991年3月21日にはロン・シモンズのジョバーを務めた。

## 得意技
- バック・フリップ
- レッグ・ドロップ
- エルボー・ドロップ

## 獲得タイトル
セントラル・ステーツ・レスリング
- NWAセントラル・ステーツ・ヘビー級王座：1回[4]
- NWAセントラル・ステーツ・タッグ王座：1回（w / J・R・ホッグ）[7]

チャンピオンシップ・レスリング・フロム・フロリダ
- NWA USタッグ王座（フロリダ版）：1回（w / カリーム・モハメッド）[9]